# Nutopia
Nutopia é um país conceitual, às vezes chamado de micronação,   fundado por John Lennon e Yoko Ono. Uma das razões pelas quais o país foi fundado foi para resolver os problemas de imigração em andamento de Lennon (recebeu uma ordem de deportação)  por meios satíricos.
Não há liderança e nem todas as cidadanias foram registradas. Como resultado, a população é desconhecida.
Nutopia é uma junção de "novo" e "utopia" que sugere que Nutopia é uma sociedade nova e 
utópica. Há também o jogo de palavras com "nut" (gíria para uma pessoa louca) e "utopia". 

## História

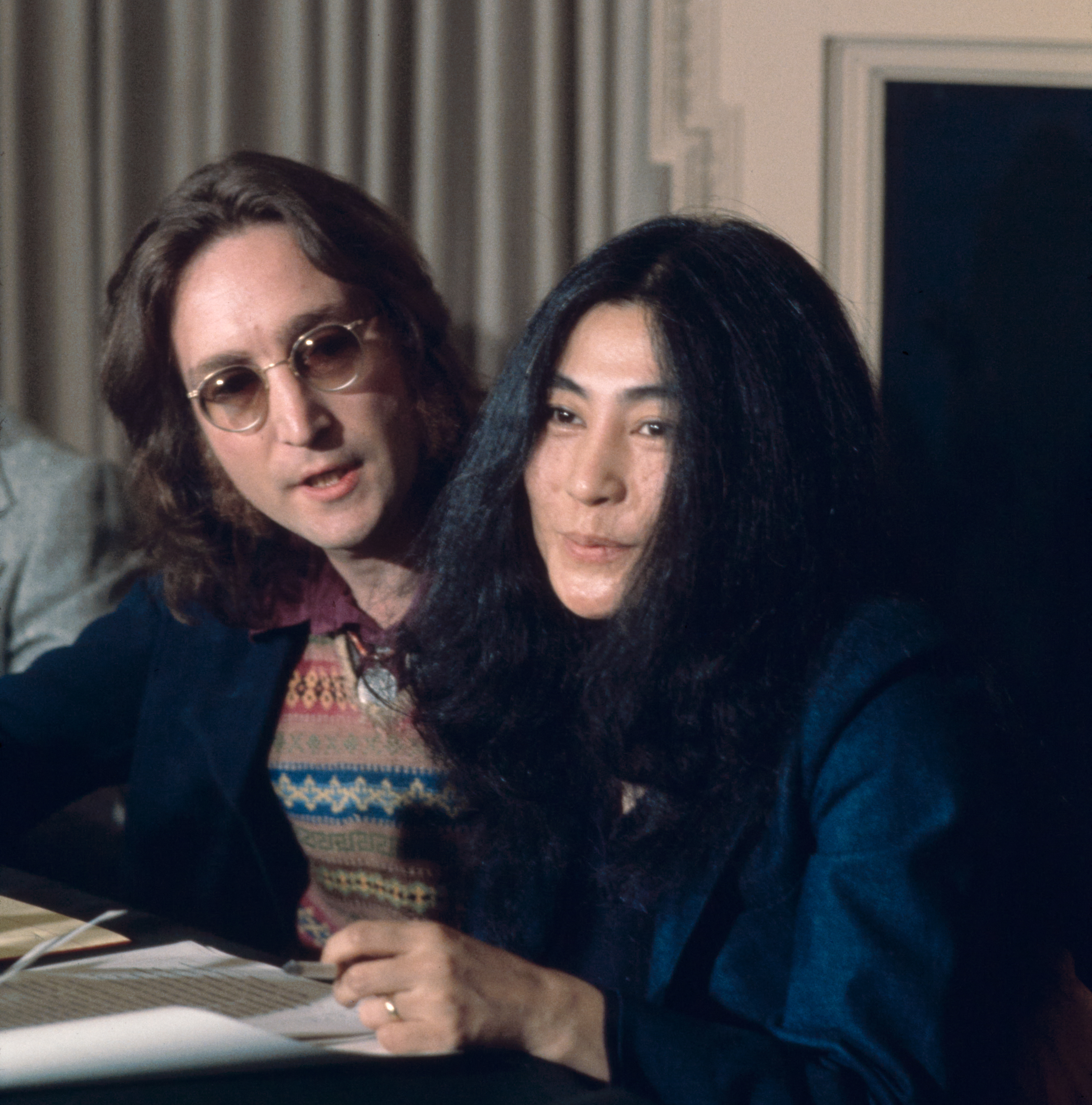
Lennon e Ono na coletiva de imprensa onde anunciaram a formação do Nutopia.

Em 2 de abril de 1973, Lennon e Ono apresentaram o país conceitual de Nutopia em uma coletiva de imprensa na cidade de Nova York. 
Lennon e Ono se declararam embaixadores do país e buscaram imunidade diplomática para acabar com os problemas de imigração de Lennon enquanto ele e Ono tentavam permanecer nos Estados Unidos. (Ono já tinha um "green card" Resident Alien através de seu marido anterior, Tony Cox. Lennon teve seu status de residência permanente negado.) Lennon falou sobre o país imaginário, que faria jus aos ideais de sua música "Imagine", dizendo isso na declaração "oficial", assinada na véspera:  

Anunciamos o nascimento de um país conceitual, NUTOPIA. A cidadania do país pode ser obtida mediante declaração de conhecimento da NUTOPIA. NUTOPIA não tem terra, nem fronteiras, nem passaportes, apenas pessoas. A NUTOPIA não tem leis além das cósmicas. Todas as pessoas da NUTOPIA são embaixadores do país. Como dois embaixadores da NUTOPIA, pedimos imunidade diplomática e reconhecimento nas Nações Unidas do nosso país e do seu povo.

A ordem de deportação de Lennon foi anulada em 1975. No ano seguinte, recebeu seu green card, atestando sua residência permanente, e encerrou as conversas sobre Nutopia.

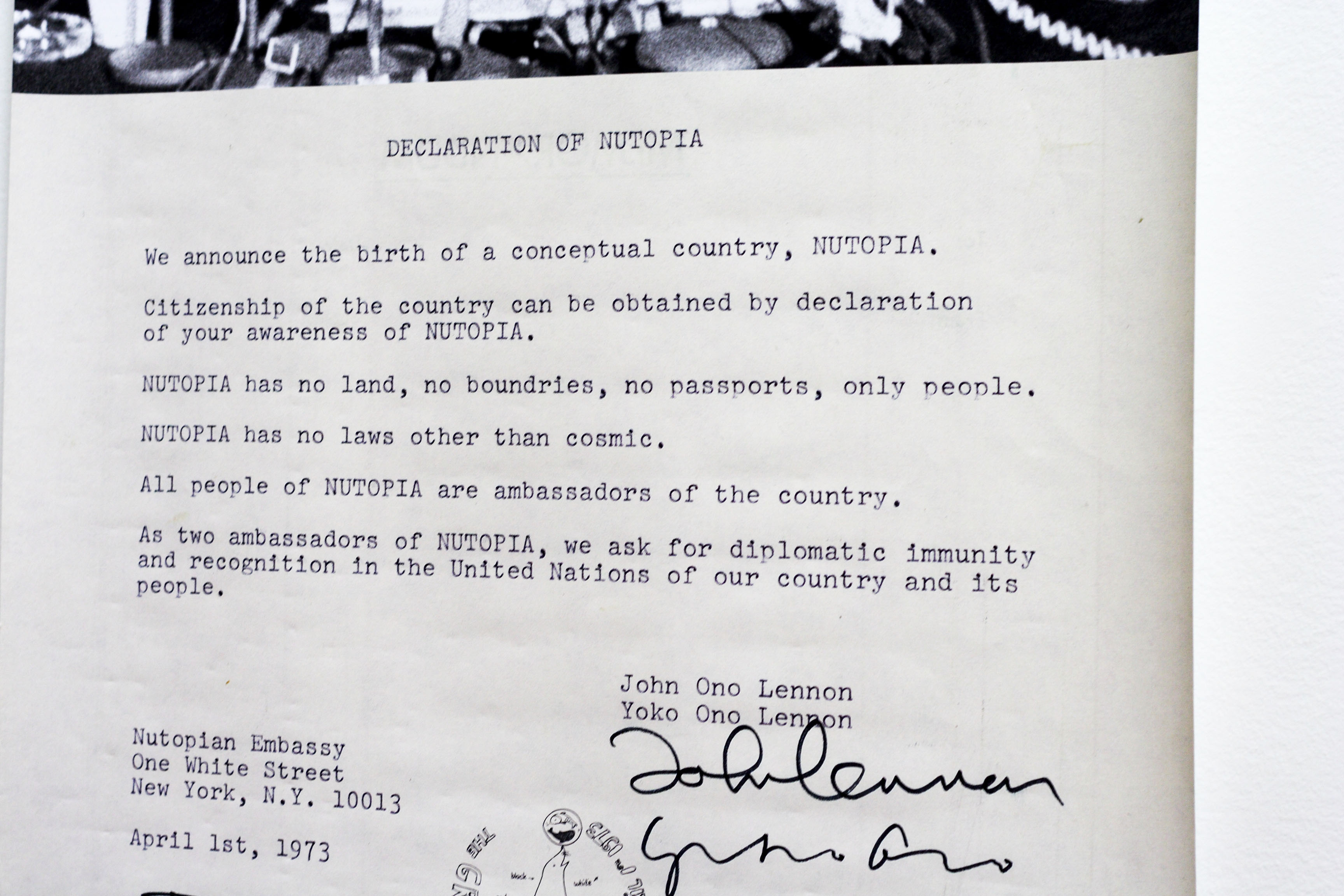
Foto da declaração oficial

Em 2006, foi criado um site da Nutopia que encaminhou para um site sobre o documentário The U.S. vs. John Lennon, distribuído pela Lions Gate Entertainment.   A Embaixada Nutopiana está localizada na 1 White Street no bairro de Tribeca em Manhattan.

## Símbolos

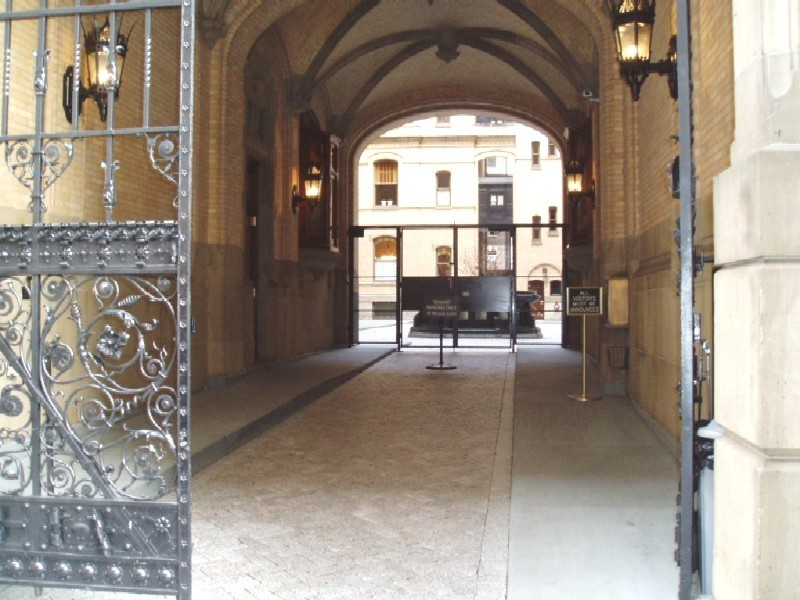
A entrada do edifício Dakota, onde Lennon e Ono colocaram uma placa da Embaixada Nutopiana na porta dos fundos de seu apartamento

A bandeira da Nutopia tem apenas uma cor: branca. Na coletiva de imprensa, Lennon, acenando com um lenço de papel branco, afirmou: "Esta é a bandeira da Nutopia - nos rendemos à paz e ao amor". De acordo com um repórter do The New York Times, Lennon assoou o nariz no lenço.  Alguns criticaram essa associação com a rendição, mas Lennon e Ono defenderam a associação, dizendo que somente por meio da rendição e do compromisso a paz poderia ser alcançada.
O álbum Mind Games (1973) de Lennon apresenta o "Nutopian International Anthem", que consiste em quatro segundos de silêncio. 
O brasão de Nutopia desenhado à mão apresenta uma imagem de uma foca equilibrando um globo yin-yang em seu nariz.  
Uma placa gravada com as palavras "NUTOPIAN EMBASSY" foi instalada na entrada dos fundos (cozinha) do Edifício Dakota onde Lennon e Ono moravam. Ono comentou décadas depois que os hóspedes preferiam entrar em sua casa por aquela porta em vez da entrada da frente. 

## Legado
A cantora e compositora finlandesa Kari Peitsamo, fã do trabalho de Lennon, lançou uma música chamada "Nutopia" em seu álbum I'm Down. 
Em 2009, uma exposição em Nova York exibiu a carta que estabeleceu a Nutopia. 
Em 2024, a conta oficial de Lennon no YouTube postou uma gravação da coletiva de imprensa de 1973, disponibilizando um link de acesso para o website "CITIZEN OF NUTOPIA", para qualquer usuário se tornar um "cidadão de Nutopia", além de poder deixar mensagens para os outros usuários do website. 